# Oleta (España)
Oleta es una entidad de población española del municipio de Lónguida, perteneciente a la Comunidad Foral de Navarra.

## Toponimia
El lugar puede aparecer referido como «Oleta» y «Olleta».

## Historia
Hacia el año 1921, el lugar tenía contabilizada una población de catorce habitantes, repartidos en tres casas. Aparece descrito con las siguientes palabras en el segundo tomo de los dedicados a Navarra en la Geografía general del País Vasco-Navarro, obra de Julio Altadill:

Olleta, 3 casas con 14 almas, al S. de la anterior y O. de Villaveta y caminos á ambos lugares, iglesia de San Pedro, fuente, buen soto y cultivos variados como en Zuasti (289).
(Altadill, 1915-1921, p. 427)

En 2022, no tenía empadronado ningún habitante.